# Prince impérial
Pour les articles homonymes, voir Prince.
Prince impérial et princesse impériale sont des titres portés dans quelques pays par certaines personnes de la famille de l'empereur.

## Prince impérial
- en Autriche, le titre de prince impérial[1] (kaiserlicher Prinz), toujours suivi du titre d'archiduc d'Autriche, était porté jusqu'en 1918 par tous les princes dynastes de la maison de Habsbourg-Lorraine, y compris ceux de la branche anciennement régnante de l'ancien grand-duché de Toscane (mais pas par ceux[2] de la branche anciennement régnante de l'ancien duché de Modène) ;
- au Brésil, le titre de prince impérial (príncipe imperial) — ou princesse impériale (princesa imperial) était porté jusqu'en 1889 par l'héritier présomptif, ou par l'héritière présomptive du trône, ainsi que de 1844 à 1845 par le mari[3] de celle-ci, par stipulation expresse du traité de mariage[4] (cette stipulation ne fut cependant pas avalisée par la Chambre des députés[5]) ;
- en France, le titre de prince impérial était porté de 1804 à 1814, en 1815, et de 1852 à 1870 par le fils aîné de l'empereur (sénatus-consultes : du 18 mai 1804, art. 9, et du 25 décembre 1852, art. 6[6]) ;
- au Mexique, le titre de prince impérial[7] (príncipe imperial) était porté de 1822 à 1823 par le prince héritier (décret[8] du Congrès souverain constituant (es), du 22 juin 1822), Augustin-Jérôme de Iturbide, fils aîné de l'empereur Augustin Ier.

## Princesse impériale
- en Autriche, le titre de princesse impériale[1] (kaiserlicher Prinzessin), toujours suivi du titre d'archiduchesse d'Autriche, était porté jusqu'en 1918 par toutes les princesses dynastes de la maison de Habsbourg-Lorraine, y compris celles de la branche anciennement régnante de l'ancien grand-duché de Toscane (mais pas par celles[2] de la branche anciennement régnante de l'ancien duché de Modène) ;
- au Brésil, le titre de princesse impériale était porté jusqu'en 1889 par l'héritière présomptive du trône ;
- en France, le titre de princesse impériale[9] a été porté par Stéphanie de Beauharnais (1789-1860), devenue Stéphanie-Napoléon après son adoption par l'empereur Napoléon Ier.

## Distinction
Les princes du Saint-Empire sont à distinguer des princes impériaux. Ce sont les princes régnants (de divers rangs de noblesse) dans le Saint-Empire romain germanique (voir aussi : noblesse du Saint-Empire).